# Gehrweiler
Gehrweiler là một đô thị thuộc thuộc huyện Donnersberg, Đức. Đô thị Gehrweiler có diện tích 4,09 km², dân số thời điểm ngày 31 tháng 12 năm 2006 là 331 người.